# Soldanella alpina
Soldanella alpina (vezi și Degetăruț) (în engleză alpine snowbell sau blue moonwort), este o plantă erbacee din familia Primulaceae. Este nativă din Alpi și Pirinei, crescând la altitudinea de 900–3000 m.

## Descriere
Tulpina este fără frunze și are 50–150 mm înălțime.
Frunzele, aproape rotunde, cresc numai la baza tulpinii. Înflorește în lunile mai-iuie. Nu este toxică.

## Galerie foto

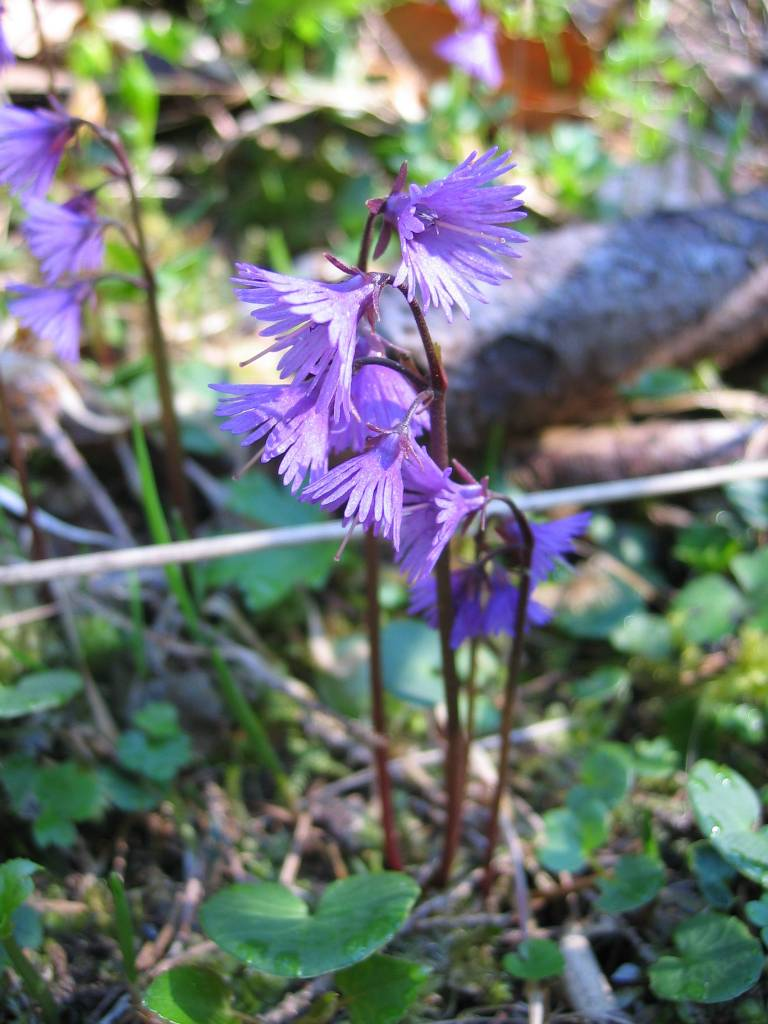
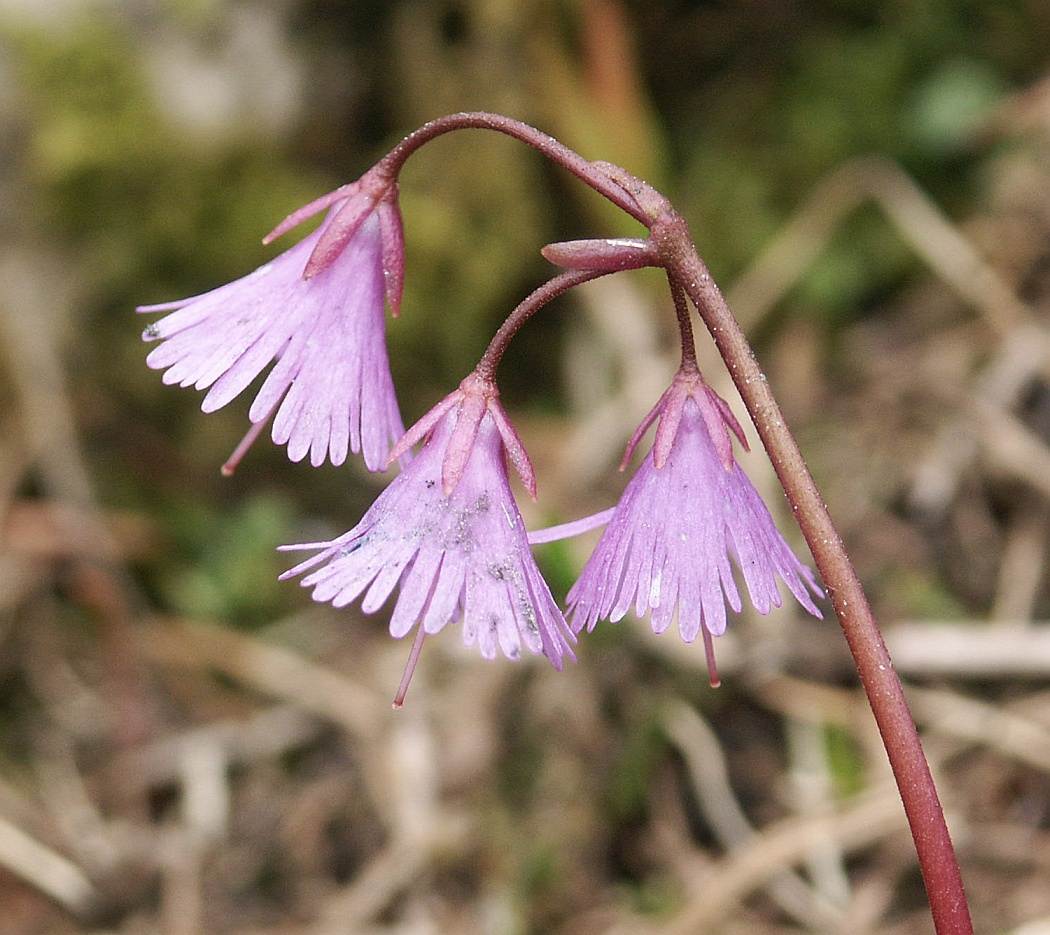
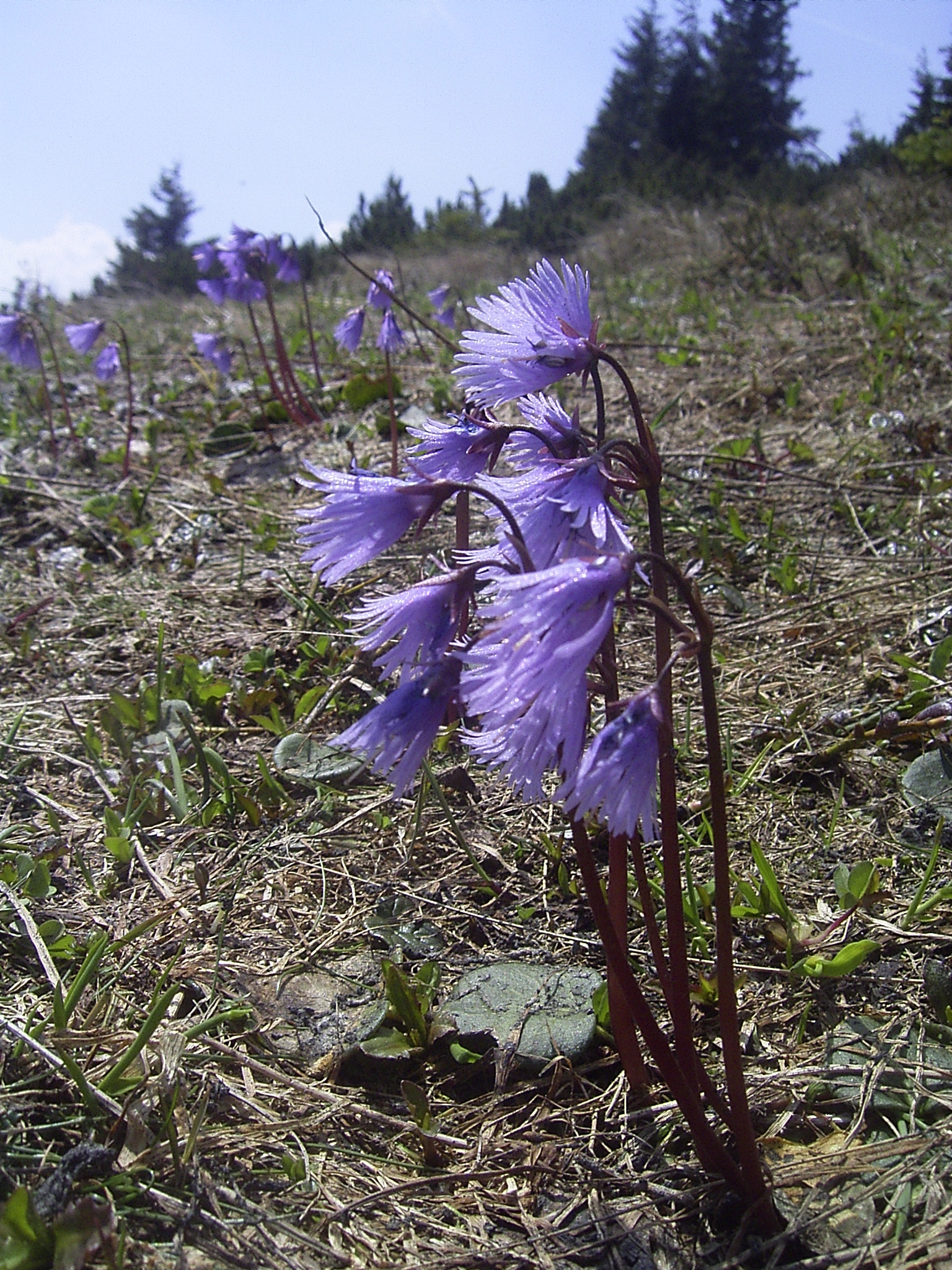
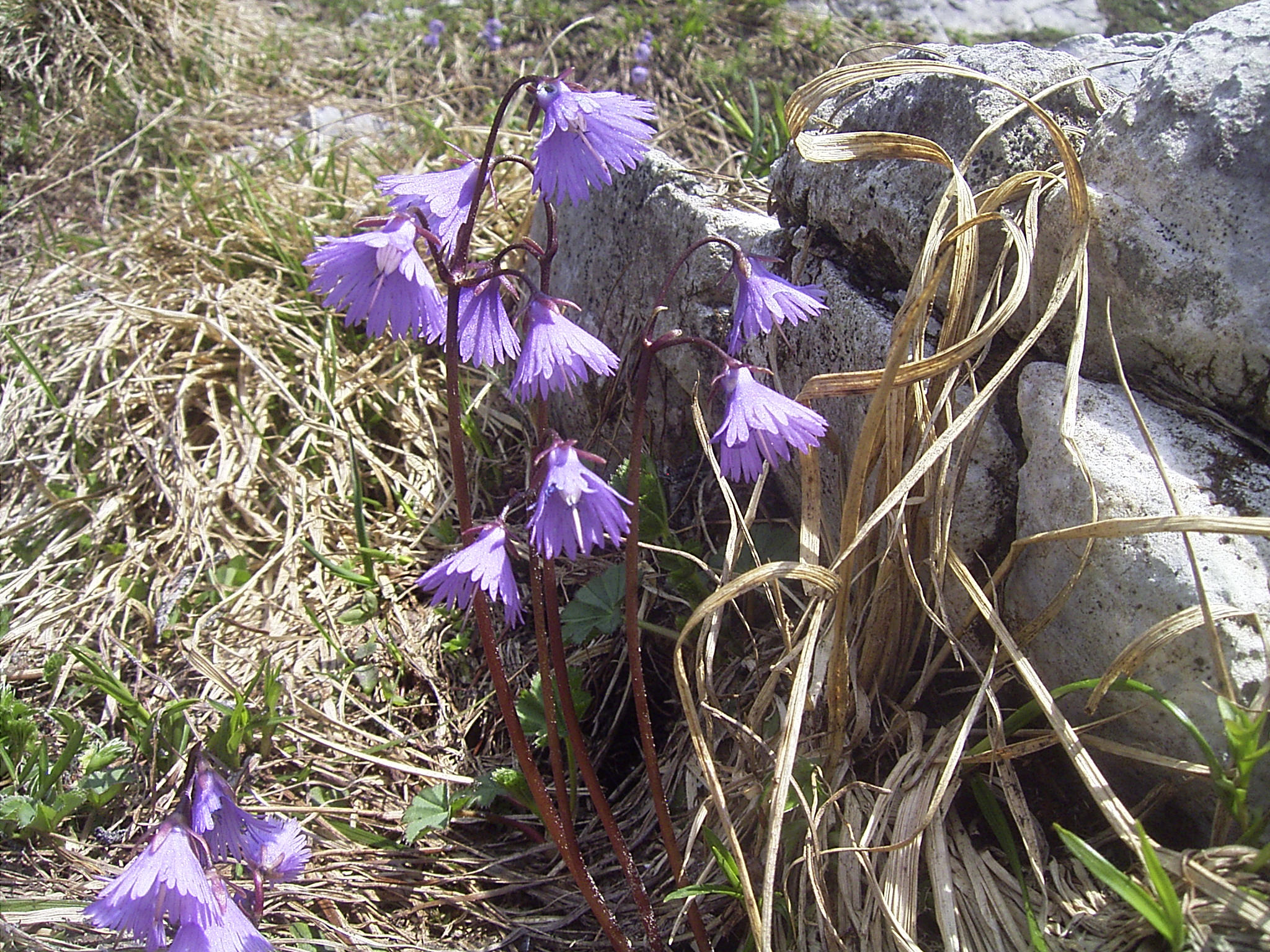
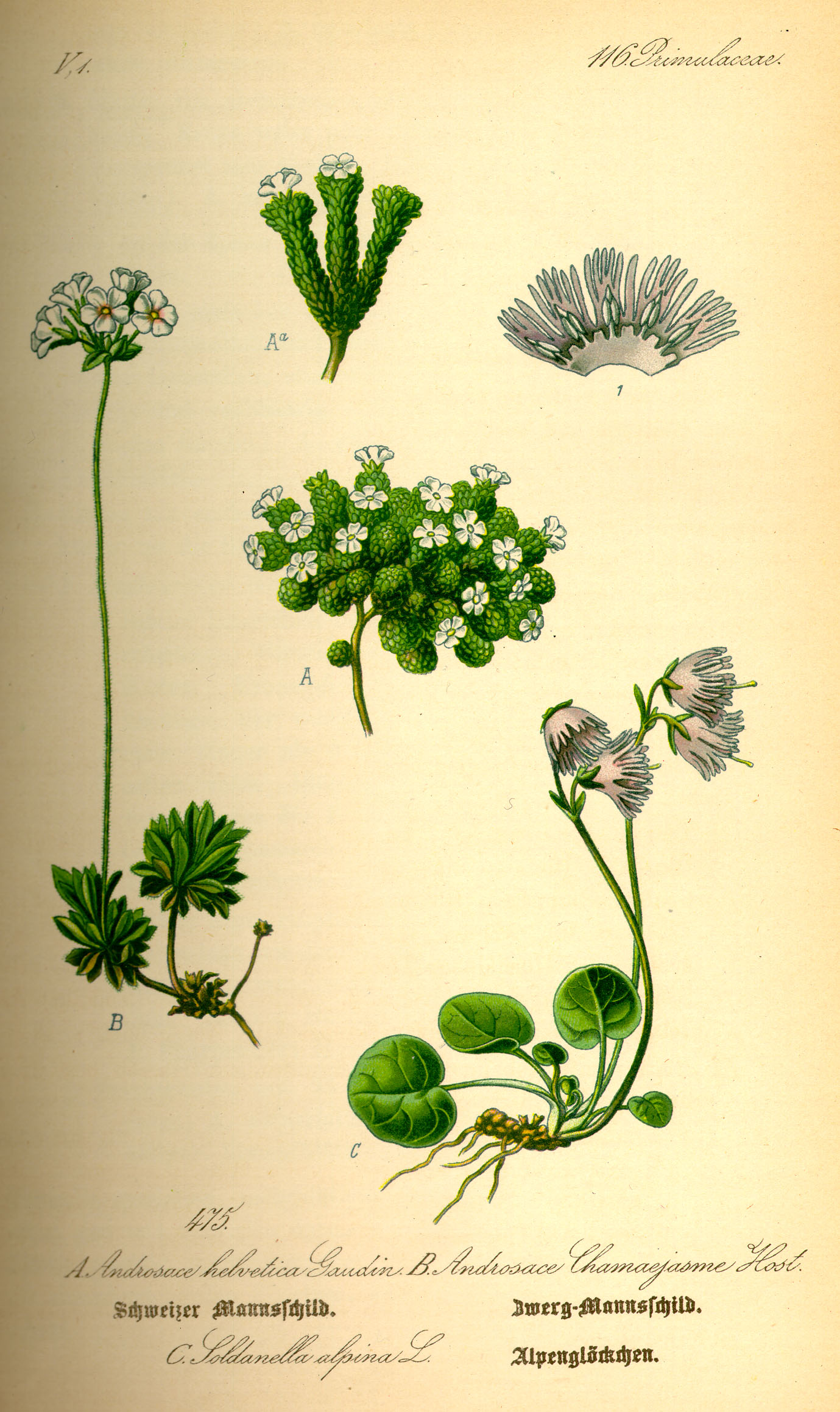